# Spletni imenik
Spletni imenik je spletna stran, ki vsebuje povezave na ostale strani. Stran je razdeljena na več kategorij (in pod-kategorij) in omogoča obiskovalcem oziroma lastnikom spletnih strani vpis v eno ali več teh kategorij. Obstajajo brezplačni in plačljivi spletni imeniki, ki pa se dalje delijo na splošne (general) in takšne, ki so usmerjeni na točno določeno dejavnost (niche). Seveda obstajajo tudi imeniki, ki sprejemajo obe vrsti vpisov, pri čemer so plačljivi objavljeni na vidnejšem mestu. Spletni imeniki se delijo tudi na takšne, ki takoj ob vpisu stran dodajo v imenik in takšne, na katerih strani pred dodajo pregledajo uredniki in se šele nato odločijo ali je vpisana stran primerna za dodajo v imenik ali ne. Zaradi selekcije imeniki, ki pregledujejo strani, prikazujejo kvalitetnejšo vsebino in tako tudi povezave, samodejno pa prikazujejo tudi povezave na strani s samodejno generirano vsebino, katerih glavni namen je prikazovanje oglasov.

## Kako vpis v imenike pomaga
Vpis strani v spletne imenike lahko prinese kar nekaj kvalitetnih povezav na vpisano spletno stran, kar pomaga pri pozicioniranju na straneh prikazanih iskalnih rezultatov (SERPs) na spletnih iskalnikih. Zbiranje takšnih povezav je le del procesa optimizacije spletne strani, ki se izvaja izven strani same (off site). Seveda samo vpis ne bo zadostoval. Večina spletnih imenikov omogoča vpisovalcu, da poda tudi kratek opis strani, nekateri pa omogočajo tudi vpis ključnih besed in meta opisa (description), ki so na nekaterih spletnih imenikih uporabljene na straneh, kjer so prikazane podrobnosti o vpisani spletni strani. Ob vpisu strani je poleg umestitve v primerno kategorijo najbolj pomemben opis strani, saj bodo tega roboti spletnih iskalnikov povezali z vpisano spletno stranjo. Če imenik omogoča tudi vpis meta opisa, je dobro, da se ta razlikuje od opisa strani, pa tudi o vpisanih ključnih besedah je pametno dobro premisliti. Ker pa so vedno bolj uporabljeni tudi RSS viri, nekaj imenikov omogoča tudi vpis povezave do RSS vira strani, ki je včasih uporabljena za prikazovanje zadnjega dogajanja na strani, ker naredi strani spletnih imenikov s prikazanimi podrobnostmi o strani bolj dinamične, s tem pa tudi bolj zanimive za robote spletnih iskalnikov.

## Zgodovina
Vse se je začelo z imenikom DMOZ, ki je nastal leta 1998 in so ga dolgo časa uporabljali spletni iskalniki kot vir do novih strani na internetu. Zdaj se DMOZ, ki pa ima zadnje čase velike probleme uporablja le v prej omenjene namene, torej za izboljšanje pozicioniranja na spletnih iskalnikih in tako posledično za pridobivanje več obiskovalcev. Zdaj je internet poln takšnih ali drugačnih spletnih imenikov. V letu 2007 pa so se pojavili tudi imeniki, kjer so povezave prikazane glede na velikost plačila (bid directories). Torej bo položaj vpisa odvisen od vsote.